# Самба Бойї Конко
Самба Бойї Конко (*д/н —бл. 1772) — сатігі (імператор) держави Фута-Торо в 1765—1772 роках.

## Життєпис
Син сатігі Конко Буубу Мууси. Після смерті стрийка Сулейман Джаая під час військової кампанії уздовж Сенегалу військом оголошений новим правителем в обхід синів померлого сатігі.
Разом з тим частина знаті підтримала Суле Буубу, що зумів захопити столицю, де оголосив себе правителем. Самбо Бойї Конко спочатку отаборився на правому березі річки Сенегал. При цьому уклав нову угоду з Алі ульд Ахмедом, еміром Бракни, про допомогу. В подальшому зумів зайняти столицю.
Втім протягом свого панування мусив боротися проти Суле Буубу, що отримав підтримку від держави Ваало. Також свої права висунули інші родичи. У 1769 році повстав очільник торобе (клану мусульманського духівництва) Сулейман Баал, якого було оголошено альмамі (імамом). В результаті почалася боротьба і з ним. Фактично держава розпалася на декілька частин, була в значній мірі сплюндрована й послаблена. Цим скористався Мухаммад ульд Мухтар. емір Бракни, який втрутився на боці Самбо Бойї Конко. Але разом з тим плюндрував землі Фута-Торо, що були підвладні Суле Буубу.
1772 року Самбо Бойї Конко помер або загинув з невідомих обставин. Владу повністю перебрав Суле Буубу.